# Nationalratswahl in Österreich 1927
- SDAPDÖ: 71
- EL: 85
- LB: 9

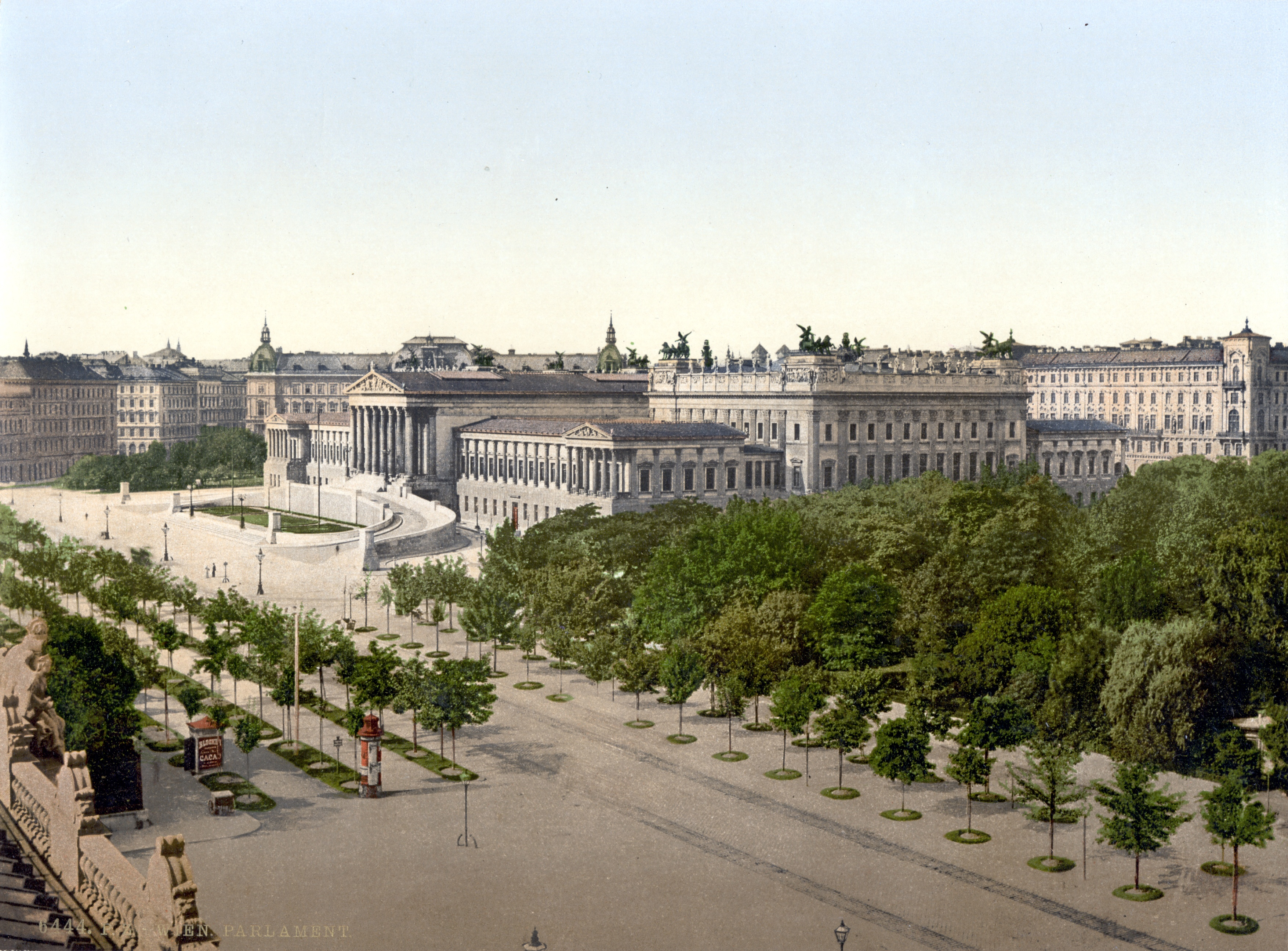
Parlamentsgebäude in Wien

Die Nationalratswahl am 24. April 1927 war die dritte Nationalratswahl in der Geschichte der Republik Österreich. Die meisten Stimmen und Mandate erhielt eine aus Christlichsozialen und verschiedenen deutschnationalen Gruppierungen bestehende Einheitsliste unter Bundeskanzler Ignaz Seipel. Zweitstärkste Partei wurde die Sozialdemokratische Arbeiterpartei Deutschösterreichs. Der Landbund, der in allen Bundesländern außer Wien kandidierte, verlor Stimmen und Mandate, schaffte aber den Einzug in den Nationalrat.

## Hintergrund
1926 wurde Ignaz Seipel zum zweiten Mal Bundeskanzler. Während seiner Amtszeit stärkte er die Rolle der austrofaschistischen Heimwehr. Im Vorfeld der Wahlen bildeten Christlichsoziale, Großdeutsche Volkspartei, die nationalsozialistische Riehl- und Schulzgruppe und andere Gruppierungen eine Einheitsliste.
Die neue Einheitsliste führte einen sowohl antikommunistischen als auch antisozialdemokratischen Wahlkampf. Auf ihren Wahlplakaten wurde von einem  „sozialdemokratischen Terror“, den es zu „bekämpfen“ gelte, gesprochen. Des Weiteren warf man den in Wien regierenden Sozialdemokraten „Steuertyrannei“ vor.
Die Sozialdemokratische Arbeiterpartei kritisierte die hohe Arbeitslosigkeit und Inflation unter der Regierung von Ignaz Seipel und forderte die Einführung einer finanziellen Absicherung im Alter. Das „rote Wien“ wurde dabei als politisches Vorzeigeprojekt beworben.
Am gleichen Tag wie diese Nationalratswahl fanden Landtagswahlen im Burgenland, in Niederösterreich, Kärnten, der Steiermark und Wien, sowie zahlreiche Gemeinderatswahlen statt.

## Endergebnis
| Wahlwerber                                                     | Stimmen   | Anteil  | Anteil  | Mandate | Mandate |
| Wahlwerber                                                     | Stimmen   | 1927    | ±       | 1927    | ±       |
| -------------------------------------------------------------- | --------- | ------- | ------- | ------- | ------- |
| Einheitsliste Anm. 1                                           | 1.753.761 | 48,20 % | −6,56 % | 85      | −7      |
| Sozialdemokratische Arbeiterpartei Deutschösterreichs (SDAPDÖ) | 1.539.635 | 42,31 % | +2,70 % | 71      | +3      |
| LandbundAnm. 2                                                 | 230.157   | 6,33 %  | +3,32 % | 9       | +4      |
| Udeverband - Bund gegen Korruption                             | 35.471    | 0,97 %  | n.k.    | 0       | –       |
| Völkischsozialer Block (VSB)                                   | 26.991    | 0,74 %  | n.k.    | 0       | –       |
| Kommunistische Partei Österreichs (KPÖ)                        | 16.119    | 0,44 %  | −0,10 % | 0       | ±0      |
| Demokratische Liste Anm. 3                                     | 15.112    | 0,42 %  | −0,15 % | 0       | –       |
| Jüdische Partei                                                | 10.845    | 0,30 %  | −0,20 % | 0       | ±0      |
| Partei der Kärntner Slowenen                                   | 9.334     | 0,26 %  | −0,04 % | 0       | ±0      |
| Nationalsozialistische Deutsche Arbeiterpartei (NSDAP)         | 779       | 0,02 %  | n.k.    | 0       | –       |
| Kleingewerbepartei Österreichs                                 | 251       | 0,01 %  | n.k.    | 0       | –       |
| Bund der parteilosen Staatsbürger                              | 60        | 0,00 %  | n.k.    | 0       | –       |
| Bauern und Gewerbetreibende aller Art Parteien                 | 11        | 0,00 %  | n.k.    | 0       | –       |

n.k. = nicht kandidiert

Anm. 1) gemeinsame Liste von Christlichsozialen, Großdeutscher Volkspartei, der nationalsozialistischen Riehl- und Schulzgruppe und anderen Gruppierungen, Hier im Vergleich zu den Christlichsozialen, dem Verband der Großdeutschen Volkspartei und des Landbundes  und der Kärntner Einheitsliste
Anm. 2) aufgrund des Antretens der verschiedenen Landesorganisationen mit unterschiedlichen Bezeichnungen und tw. in Wahlbündnissen gibt es keine verlässliche Prozentangabe für die Wahl 1923, hier im Vergleich zum Landbund für Österreich und dem Burgenländischen Bauernbund
Anm. 3)Listenvereinigung von der Bürgerlich-Demokratischen Partei, der Österreichischen Wirtschaftspartei und der Angestelltenpartei

## Folgen
Von den 85 Mandaten, welche die Einheitsliste bei den Wahlen erreichte, besetzte die Christlichsoziale Partei 73, die Großdeutsche Volkspartei bekam 12 Mandate. Ignaz Seipel blieb Bundeskanzler.
Noch im selben Jahr kam es durch das Schattendorfer Urteil zur Julirevolte. Aus Wut über das als ungerecht empfundene Urteil, wurde der Justizpalast in Wien von Demonstranten angezündet.
Im Zuge der Niederschlagung der Revolte durch die österreichische Polizei wurden 85 Demonstranten und vier Polizisten getötet. Über 1000 Menschen wurden verwundet.